# František Kačenka
František Kačenka (* 4. dubna 1948) byl český politik, v 90. letech 20. století poslanec České národní rady a Poslanecké sněmovny za Hnutí za samosprávnou demokracii - Společnost pro Moravu a Slezsko, později za Českomoravskou unii středu, moravský regionální historik a badatel.

## Biografie
Narodil se v Jemnici do rodiny s bohatou a zajímavou historií. Čtyři generace jeho předků byli fišmistři a správci či strážci rybníků; Jan panským fišmistrem, jeho syn Bartoloměj, vnuk Tomáš a pravnuk Martin, správci (strážci) rybníků panství jemnického, custos piscinarum Dominii Jamnicensis. Jejich synové si mimo jiné brali za manželky dcery rychtářů, vrchnostenských úředníků, dcery se vdávaly za panské myslivce, hostinské aj. Rodová kronika obsahuje vedle údajů o předcích i pověsti a vyprávění tradovaná po mnoho staletí.
Základní školní vzdělání získal v Jemnici. Následně absolvoval Střední průmyslovou školu v Kopřivnici, kterou zakončil maturitní zkouškou. Práva vystudoval na Právnické fakultě Univerzity Karlovy v Praze. Při studiu se specializoval na dějiny státu a práva a veřejnou správu - samosprávu („územní“ i „zájmovou“). V rámci státní závěrečné zkoušky zpracoval a obhájil diplomovou práci „Vznik státu a práva na území Československa ve světle pověstí a kronik“. Státní rigorózní zkoušku vykonal z městské samosprávy středověkých měst. Po jejím absolvování mu byl touto univerzitou udělen akademický titul JUDr.. Žil v Kopřivnici a pracoval v podniku Tatra. Od roku 1977 žije v Novém Jičíně. Nejdříve pracoval na Okresním národním výboru v Novém Jičíně, později na Okresním oddělení Českého statistického úřadu v Novém Jičíně, kde byl ve funkci ředitele.

### Politik
Počátkem 90. let 20. století se zapojil do politiky. Ve volbách v roce 1990 byl zvolen do České národní rady za Hnutí za samosprávnou demokracii - Společnost pro Moravu a Slezsko (HSD-SMS). Mandát obhájil ve volbách v roce 1992, opět za HSD-SMS (volební obvod Severomoravský kraj). Zasedal v ústavněprávním výboru. Koncem roku 1992 zastupoval HSD-SMS ve vládní komisi pro přípravu české ústavy.
Od vzniku samostatné České republiky v lednu 1993 byla ČNR transformována na Poslaneckou sněmovnu Parlamentu České republiky. V ní setrval do konce funkčního období, tedy do voleb v roce 1996, přičemž přestoupil do klubu Českomoravské unie středu (původně nazývána Českomoravská strana středu), do které se sloučily původní formace HSD-SMS, poslanci původní volební koalice Liberálně sociální unie včetně Zemědělské strany. V roce 1994 předložil návrh zákona (zákon č. 192/1994 Sb.), kterým byl novelizován zákon o vysokých školách. Jeho přijetím byl vybraným vysokým školám navrácen název univerzita.
Ve stejném roce předložil ve sněmovně návrh na rozdělení státu na dvě země, českou a moravskoslezskou, s hlavním městem Prahou jako zvláštní územní jednotkou. Návrh nezískal podporu sněmovny a premiér Václav Klaus jej označil za naprosto nepřijatelný. V reakci na jeho vyjádření vystoupil dne 20. června 1995 v rozpravě při projednávání „vládního návrh ústavního zákona o vytvoření vyšších územních samosprávných celků“. V druhé části svého vystoupení se obrátil na představitele a reprezentanty evropských a dalších států (členy parlamentů států Evropy, USA, Japonska, Evropského parlamentu a Rady Evropy, předsedy vlád a hlavy států Evropy, USA a Japonska s Výzvou na ochranu demokracie v ČR (viz stenozáznam 32. schůze PS PČR). Výzvu v anglické verzi „APPEAL FOR PROTECTION OF DEMOCRACY IN THE CZECH REPUBLIC“ spolupodepsalo dalších 23 poslanců PS PČR a v prosinci 1995 byla předána či rozeslána 34 adresátům. Na jejím základě některé státy, včetně Slovenska, uznávají moravskou národnost.
V komunálních volbách roku 1998 byl zvolen do zastupitelstva města Nový Jičín za Moravskou demokratickou stranu. Profesně se uvádí jako právník. V roce 2000 v době krajských voleb 2000 se angažoval v alianci Moravskoslezská koalice, kterou utvořilo několik moravistických stran. V senátních volbách roku 2004 neúspěšně kandidoval coby nestraník za ČSSD za senátní obvod č. 67 – Nový Jičín. Získal ale jen 6 % hlasů a nepostoupil do 2. kola.

### Moravský regionální historik a badatel
S přehledem prací tohoto autora se setkáváme v rejstřících dvou organizací sledujících a evidujících práce autorů z oboru historie. První je Historický ústav Akademie věd ČR, který v Databázi Historické bibliografie eviduje odbornou a vědeckou literaturu oboru historie a příbuzných vědních oborů (archeologie, etnologie, právní věda, literární věda, památková péče aj.). Jako zdrojový dokument prací je uveden Moravský historický sborník - ročenka Moravského národního kongresu. V ročenkách jsou uveřejněny i jeho další práce. Např. v ročence 2016 článek „Snahy poslanců ČNR, zvolených za HSD – SMS, o restituci zemského zřízení v České republice“, článek „Slavnost Barchan v Jemnici“ aj.. Druhou je Krajská knihovna Vysočiny Havlíčkův Brod, která v rejstříku Kačenka, František eviduje některé jeho práce regionálního významu. Jako zdrojový dokument prací jsou uváděny Jemnické listy.
V Jemnických listech jsou uveřejněny i další jeho práce. Podle jejich zaměření je lze rozdělit na:
- pověsti vztahující se k počátkům Jemnice, např.
  - založení Jemnice „Jemna a Drozda aneb jak Jemnice a Drozdovice ke jménům přišly“,[13]
  - pobytu sv. věrozvěstů Cyrila Metoděje v Jemnici „Starý hrad aneb Jak Modrácký kopec ke jménu přišel“,[14]
  - pobytu královny Svatavy Polské v Jemnici článek „Svatavin dvorec aneb Jak královna vdova v Jemnici dvorec postavila“[15]
- vzpomínky na rodáky a významné občany Jemnice, např.:
  - na malíře Jakuba Pischela „Zapomenutí sousedé - malíř Jakub Antonín Pischel (Pišl)“,[16]
  - na malíře Boleslava Kvapila „Zapomenutí rodáci - malíř Boleslav Kvapil“,[17]
  - na faráře Jana Koudelu „Vzpomínka na významnou osobnost Jemnice - Farář Jan Koudela“,[18]
- odborné články z historie Jemnice věnované, např.:
  - hraběti Stadionovi „Majitelé jemnického panství - hrabě Johann Philip Karl Joseph Stadion“,[19]
  - knížatům z Jemnice „Knížata z Jemnice“,[20]
- odborné články o tom, jak se žilo v Jemnici, např.:
  - „Hostince a hostinští v 18. století“.[21]